# Lied der Deutschen
 Der er for få eller ingen kildehenvisninger i denne artikel, hvilket er et problem. Du kan hjælpe ved at angive troværdige kilder til de påstande, som fremføres i artiklen.

Das Lied der Deutschen (tyskernes sang) eller Deutschlandlied blev Tysklands nationalsang i 1922; i dag er det kun tredje vers, der er nationalsang. Teksten er skrevet af August Heinrich Hoffmann von Fallersleben i 1841. Melodien er den østrigske kejserhymne af Joseph Haydn.

## Status som nationalsang
Siden 1991 har kun tredje vers været nationalsang. Begyndelseslinjen Einigkeit und Recht und Freiheit er Forbundsrepublikkens motto.
Fra 1952 til 1990/1991 var Forbundsrepublikkens officielle politik at alle tre vers var nationalsang, men at kun tredje vers skulle synges ved officielle lejligheder.
Nazismen brugte kun første vers af sangen umiddelbart fulgt af Horst-Wessel-Lied (Die Fahne hoch). Deutschlandlied var forbudt efter 1945 til – i statslig sammenhæng – 1949.
Mange forbinder sangen og melodien med nazismen. I Tyskland drejer debatten sig især om, hvorvidt teksten er stortysk og reaktionær eller ej. Nogle venstreorienterede mener, at hele sangen er uegnet som nationalsang. Derimod insisterer nationale kredse blandt andet mange af de nationalkonservative tyske studenterklubber på at synge alle tre vers.
Nationalsangen bliver nogle gange betegnet som die dritte Strophe (det tredje vers). Det er ikke ulovligt at synge første og andet vers, men det er kontroversielt for de fleste tyskere. Den nazistiske Horst-Wessel-Lied er forbudt, både tekst og melodi.

### Retlig beskyttelse
Den tyske straffelov forbyder misbrug og skænding af forbundsrepublikkens farver, flag, hymne og statsvåben. Siden 1992 er det fastslået, at denne beskyttelse kun gælder 3. vers.

## Historie
Der er for få eller ingen kildehenvisninger i dette afsnit, hvilket er et problem. Du kan hjælpe ved at angive troværdige kilder til de påstande, som fremføres.

August Heinrich Hoffmann von Fallersleben, professor i tysk og fortaler for et liberalt samlet Tyskland, skrev Lied der Deutschen i 1841 under et ophold på øen Helgoland, der dengang hørte til Storbritannien. I mangel på en fri presse diskuteredes i saloner og drikkelag, og sangen er ment som selskabssang. Melodien er fra den østrigske kejserhymne af Haydn, som var inspireret af en kroatisk folkesang.
Hoffmann von Fallersleben blev i 1842 afskediget af den preussiske regering for sine Unpolitische Gedichte, en samling ikke helt upolitiske digte, og drog i eksil i Frankrig.
I 1848 sang revolutionsforsamlingen i Paulskirche i Frankfurt Lied der Deutschen. Revolutionen mislykkedes. 
Da de tyske stater i 1871 blev ét kejserrige, gav det mening at bruge sangen som fædrelandssang. Som kejserhymne valgtes den preussiske kongesang Heil dir im Siegerkranz. Der var ingen officiel nationalsang.
I 1884 kaldte Friedrich Nietzsche 1. vers af sangen for ”verdens dummeste parole”.[kilde mangler]
I 1890 blev sangen for første gang sunget ved en officiel lejlighed, da Storbritannien overlod Helgoland til Tyskland mod garantier for at den tyske koloni Tysk Østafrika ikke generede den britiske koloni Zanzibar.
Under Første Verdenskrig blev Deutschlandlied brugt som angrebssang. Det skete første gang i slaget ved Langemark i 1914 og indgik i en heroisk myte om de unge tyske soldater.
I 1918 forbød de allierede sejrherrer brug af Deutschlandlied.[kilde mangler]
I 1922 blev Deutschlandlied gjort til nationalsang i Weimarrepublikken af den socialdemokratiske præsident Friedrich Ebert for at få et samlende symbol for befolkningen, der er splittet efter flere kupforsøg.[kilde mangler]
I 1927 kalder den venstreorienterede digter Kurt Tucholsky 1. vers for ”et tåbeligt vers i et pralende digt”.
Fra 1933 til 1945 var Tysklands nationalsang 1. vers af Deutschlandlied umiddelbart fulgt af nazi-kampsangen Die Fahne hoch. Andet vers af Deutschlandlied var uønsket og tredje vers forbudt.[kilde mangler]
Adolf Hitler kaldte i 1937 sangen ”en stor sang om længsel” og mente: ”Mange, i andre folk, forstår den ikke. De vil netop i den sang lægge noget imperialistisk, som dog ligger meget langt fra deres imperialisme."[kilde mangler]
Den 19. august 1945 forbød de allierede flere sange og melodier som var brugt af nazisterne, herunder Deutschlandlied.[kilde mangler]
Efter Forbundsrepublikkens grundlæggelse i 1949 blev Deutschlandlied igen brugt officielt, men der var ikke fastlagt en egentlig nationalsang. Forskellige forslag til nationalsang blev fremlagt, bl.a. Beethovens Ode an die Freude og den nyskrevne Hymne an Deutschland.
I 1949 vedtog DDR nationalsangen Auferstanden aus Ruinen (tekst af Johannes R. Becher, komponist Hanns Eisler). Da teksten taler om tysk enhed (og kunne tolkes som om DDR gjorde territorialt krav på hele det tidligere tyske område), blev den ikke mere sunget fra 1971, kun spillet instrumentalt.
I 1952 satte den konservative forbundskansler Konrad Adenauer igennem, at Deutschlandlied er nationalsang. Den liberale præsident Theodor Heuss måtte nødtvungent acceptere den, men bestemte, at kun 3. vers skal synges ved officielle lejligheder. Det er ikke klart, om det var ment som en permanent eller midlertidig regel.
I 1954 vandt Vesttyskland VM i fodbold. Både på stadionet i Bern og i Vesttyskland og DDR[kilde mangler] sang tyskerne første vers af Deutschlandlied[kilde mangler]. Den schweiziske radio afbryder transmissionen.[kilde mangler]
I 1955 bestemte Hessens kulturminister at alle tre vers skal læres i skolen.[kilde mangler]
I 1981 fortolkede forfatteren Hans Magnus Enzensberger første vers af Deutschlandlied kritisk: "Meningen er skjult, men ganske entydig: Hvis Tyskland holder sammen, kan det hæve sig op over hele verden."
Fra 1987 trykkes alle tre vers af Deutschlandlied i sangbøger til brug i skolernes musikundervisning.
Hessen forsøgte i 1989 at genindføre alle tre vers af Deutschlandlied i skolernes undervisning. Et af de store lærerfagforbund (GEW) udsendte brochuren Argumente gegen das Deutschlandlied. Indenrigsministeriet advarede mod kritik af sangen: "Med en udifferentieret dom over hele sangen røres fundamentet for den demokratisk-republikanske konsensus."[kilde mangler]
I 1990 stod regeringen fast på, at hele sangen er nationalsang, selv om kun 3. vers bruges officielt. Forfatningsdomstolen afgjorde derimod at kun 3. vers er en statslig beskyttet nationalsang.
Dieter Wunder, formand for lærerfagforbundet GEW, proklamerede i 1991: "Deutschlandlied hører hjemme på et museum".[kilde mangler]  I årene umiddelbart efter genforeningen er der igen forslag om alternative nationalsange: Bertolt Brechts Kinderlied eller en kombination af tredje vers af Deutschlandlied og den østtyske Auferstanden aus Ruinen, der af digteren var skrevet for at kunne synges på samme melodi.[kilde mangler]
I 1991 fastslog præsident  Richard von Weizsäcker og kansler Helmut Kohl i en brevveksling, at kun 3. vers er Tysklands nationalsang. Der var dermed sat punktum for det pudsige dilemma fra 1952, hvor hele sangen er nationalsang, men kun 3. vers bruges.
Samtidig udtalte det store tysk-østrigske studenterforbund Deutsche Burschenschaft, der har rødder i 1800-tallets liberale nationalisme, at det vil fortsætte med at synge hele sangen ved deres stævner.
Postvæsenet udsendte i 1991 et frimærke i anledning af 150-årsjubilæet for sangen.
I 2000 sang landdagsmedlem Günther Oettinger, CDU i Baden-Württemberg, med på første vers ved et møde i en studenterforening. Han udsattes for kritik, men blev alligevel ministerpræsident i delstaten.
Frankfurter Allgemeine Zeitung skrev i 2000 i en overskrift: ”Selv første vers provokerer næppe mere.”
Nürnberger Zeitung nævnte i 2001 ”bekendelse til alle vers i Deutschlandlied” som et typisk tegn på højreekstremisme.
I 2006 blev Deutschlandlied diskuteret i flere omgange:
VM i fodbold afholdtes i Tyskland, og nationalsangen blev igen sunget bredt i befolkningen (i de fleste tilfælde kun 3. vers). Kort forinden havde lærerforbundet GEW igen udsendt brochuren Argumente gegen das Deutschlandlied fra 1987, der vækker heftig debat.
Det andet store lærerforbund, Deutscher Lehrerverband, svarede at "det store flertal af lærerne bekender sig til Deutschlandlied" og at det venstreorienterede GEW befandt sig i en "ideologibunker" fra 1968.
Forbundsdagsmedlem Hans-Christian Ströbele (De Grønne (tidligere forsvarsadvokat for medlemmer af Rote Armee Fraktion) foreslog at oversætte den tyske nationalsang til tyrkisk som tegn på integration og flersprogethed. Flere tyrkiske versioner fandtes i forvejen.
I april 2007 sang det danske folketingsmedlem Morten Messerschmidt ifølge dagbladet B.T. nogle linjer af sangen på et værtshus i Tivoli. Sangen blev beskrevet i avisen som en "nazi-sang", og sagen vakte debat.
I juni 2008 bragte den schweiziske tv-station SF2 de originale tekster til sangen som undertekster ved en fodboldkamp mellem Tyskland og Østrig, selv om det kun var en del af den, der blev sunget. Det gav overskrifter i bl.a. Ekstra Bladet som "Nazi-skandale under EM". TV-stationen undskyldte og fortalte, at den havde sat to unge tekstere til at finde teksten via internettet.[kilde mangler]

## Tolkning
Det er vanskeligt at fortolke sangens første linjer præcist, bl.a. fordi sætningen er grammatisk ufuldstændig (uden subjekt og verballed). En direkte oversættelse lyder: Tyskland, Tyskland over alt, over alt i verden, når det altid holder sammen i beskyttelse og forsvar (eller: i forsvar og angreb). Da sangen umiddelbart er tænkt som selskabs- og drikkevise, er det muligt, at forfatteren ikke har lagt det dybere indhold i parolerne, som eftertiden har tillagt ham. 

### Forsvar
Fortalerne for sangen peger på følgende:
- Der eksisterede slet ikke et Deutschland, et samlet, tysk rige i 1841. Begyndelseslinjerne "Deutschland über alles" skal derfor forstås sådan at de splittede tyskere skal sætte et samlet Tyskland "over alt".
- Ordene "Schutz und Trutz" er ikke aggressivt ment, men skal forstås som beskyttelse og forsvar.
- Floderne Maas, Memel (i dag Nemunas) og Etsch (på italiensk Adige) samt der Belt (Lillebælt) var dels det Tyske Forbunds grænser, dels grænserne for tysk sprogs udbredelse. Dermed er der ikke noget territorialkrav i sangen.
- Digteren var med i den liberale, revolutionære bevægelse og kan derfor ikke tages til indtægt for kejsertiden og nazismen.
- Sangen skaber en forbindelse til den demokratiske revolution i 1848 og dens sort-rød-gule flag.
- Sangen har stor symbolsk betydning for det tyske folk.
- Andre landes nationalsange som Marseillaisen er langt mere krigeriske og blodige.

Den yderste højrefløj og somme tider også borgerlige partier som CSU ønsker at genindføre alle tre vers som nationalsang. Argumentet er, at det er forkert at amputere to vers af en historisk sang, og den "tyske normalitet" bør genoprettes. Kritikerne beskyldes for ikke kun at være antinationalister, men antityske.

### Kritik
Der er for få eller ingen kildehenvisninger i dette afsnit, hvilket er et problem. Du kan hjælpe ved at angive troværdige kilder til de påstande, som fremføres.

Kritikerne, som ofte findes på venstrefløjen, har følgende indvendinger mod sangen:
- Da Deutschlandlied blev brugt så ofte under nazismen, er den kompromitteret eller i det mindste pinlig, uanset hvad den måtte have betydet i 1800-tallet.
- Ofre for nazismen kan aldrig føle at sangen er deres nationalsang. Ved tyske statsbesøg i Israel er afspilning af Deutschlandlied upassende.
- "Deutschland über alles" kan kun tolkes sådan, at Tyskland skal erobre eller dominere andre nationer.
- "Schutz und Trutz" er en fast vending, der betyder forsvar og angreb, og derved er sangen også aggressiv.
- Maas og Etsch var ganske vist det Tyske Forbunds grænser i 1841; Memel var grænse for tysk befolkning i Østpreussen, men uden for det Tyske Forbund, mens østre side af Lillebælt tilhørte Danmark. Derved var hensigten med sangen stortysk, dvs. at samle alle tyske i ét rige, uanset om de var i mindretal i deres områder (som i Nordslesvig). Af de fire lokaliteter nævnt i sangen, ligger kun dele af Maas i det nuværende Tyskland.
- Andet vers er kønsdiskriminerende og stereotypt med parolen "Tyske kvinder, tysk troskab, tysk vin og tysk sang".
- Heller ikke tredje vers bør bruges, da den er uløselig forbundet med de andre vers.[kilde mangler]
- Parolen "Einigkeit und Recht und Freiheit" hævdes desuden at være en forvansket udgave af den franske revolutionsparole frihed, lighed, broderskab, hvor de tre begreber er sat i modsat rækkefølge, idet tysk, konservativ tradition sætter enhed før demokrati.
- Den liberale og nationale bevægelse, som forfatteren tilhørte, var – særlig i Tyskland – ikke synderlig demokratisk, men førte derimod frem mod nationalismen i de to verdenskrige.
- Forfatteren havde antisemitiske, anti-danske og anti-franske synspunkter, selv om de ikke nødvendigvis kommer til udtryk i sangen.

## Tekst
(De første to vers, der ikke bruges officielt i dag:)
| Original tysk tekst | Dansk oversættelse |
| --- | --- |
| Deutschland, Deutschland über alles, Über alles in der Welt, Wenn es stets zu Schutz und Trutze Brüderlich zusammenhält; Von der Maas bis an die Memel, von der Etsch bis an den Belt: \|: Deutschland, Deutschland über alles, Über alles in der Welt! :\| Deutsche Frauen, deutsche Treue, Deutscher Wein und deutscher Sang Sollen in der Welt behalten Ihren alten schönen Klang, Uns zu edler Tat begeistern Unser ganzes Leben lang: \|: Deutsche Frauen, deutsche Treue, Deutscher Wein und deutscher Sang!:\| | Tyskland, Tyskland frem for alt, frem for alt i verden, når det altid i værn og trods broderligt holder sammen; Fra Maas til Memel, fra Etsch til Bæltet: \|: Tyskland, Tyskland frem for alt, frem for alt i verden! :\| Tyske kvinder, tysk troskab, tysk vin og tysk sang skal i verden beholde deres gamle, smukke klang, begejstre os til ædel dåd gennem hele vort liv: \|: Tyske kvinder, tysk troskab, tysk vin og tysk sang! :\| |
| (Tredje vers, der udgør den nuværende nationalsang:) | |
| Einigkeit und Recht und Freiheit Für das deutsche Vaterland! Danach lasst uns alle streben Brüderlich mit Herz und Hand! Einigkeit und Recht und Freiheit Sind des Glückes Unterpfand; \|: Blüh im Glanze dieses Glückes, Blühe, deutsches Vaterland.:\| | Enighed og ret og frihed for det tyske fædreland! Lad os alle stræbe efter det broderligt med hjerte og hånd! Enighed og ret og frihed er lykkens garanti; \|: Blomstr i denne lykkes glans, Blomstr, tyske fædreland! :\| |
| I Hoffmann von Fallerslebens originale udgave var der to mulige omkvæd på det sidste vers. Den anden variant lød: | |
| \|: Stoßet an und ruft einstimmig: Hoch das deutsche Vaterland! :\| | \|: Stød an (dvs. skål!) og råb enstemmigt: leve det tyske fædreland :\| |
| I mellemkrigstiden forekom et uofficielt fjerde vers, skrevet af Albert Matthai i 1921 som reaktion på nederlaget i Første Verdenskrig og Versailles-freden. Verset var meget brugt af veteranerne i det paramilitære Stahlhelm-korps og andre tysknationale kredse, men blev også optaget i den tyske krigsmarines sangbog fra 1927. | |
| Deutschland, Deutschland über alles, und im Unglück nun erst recht. Nur im Unglück kann die Liebe zeigen, ob sie stark und echt. Und so soll es weiterklingen von Geschlechte zu Geschlecht: \|: Deutschland, Deutschland über alles, und im Unglück nun erst recht. :\| | Tyskland, Tyskland frem for alt, og i ulykke først for alvor. Kun i ulykke kan kærligheden vise, om den er stærk og ægte. Og sådan skal det fortsat klinge fra slægt til slægt: \|: Tyskland, Tyskland frem for alt, og i ulykke først for alvor. :\| |